# Трансурановые элементы
Трансура́новые элеме́нты (заурановые элементы, трансураны) — радиоактивные химические элементы, расположенные в периодической системе элементов Д. И. Менделеева за ураном, то есть с атомным номером больше 92.
Элементы с атомным номером более 100 называются сверхтяжёлыми элементами или трансфермиевыми элементами. Одиннадцать из известных трансурановых элементов (93—103) принадлежат к числу актиноидов. Трансурановые элементы с атомным номером более 103 называются трансактиноидами, более 120 — суперактиноидами. Иногда к сверхтяжёлым элементам относят только трансактиноиды (Z > 103), не включая в их число тяжёлые актиноиды (Z > 100).
Все известные изотопы трансурановых элементов имеют период полураспада значительно меньший, чем возраст Земли. Поэтому, хотя теории Острова стабильности и т. н. магических ядер оболочечного строения допускают возможность долгоживущего и стабильного существования даже сверхтяжёлых трансактиноидов, известные трансурановые элементы практически отсутствуют в природе и получаются искусственно посредством различных ядерных реакций. Элементы до фермия включительно образуются в ядерных реакторах в результате захвата нейтронов и последующего бета-распада.
Трансфермиевые элементы образуются только в результате слияния ядер. Для их производства бомбардируют ядра-мишени тяжёлых элементов ядрами-снарядами, полученными на ускорителях.
Первый из трансурановых элементов нептуний Np (порядковый номер 93) был получен в 1940 г. бомбардировкой урана нейтронами. За ним последовало открытие плутония (Pu, п.н. 94), америция (Am, п.н. 95), кюрия (Cm, п.н. 96), берклия (Bk, п.н. 97), калифорния (Cf, п.н. 98), эйнштейния (Es, п.н. 99), фермия (Fm, п.н. 100), менделевия (Md, п.н. 101), нобелия (No, п.н. 102) и лоуренсия (Lr, п.н. 103). По состоянию на 2016 г., синтезированы также трансактиноиды с порядковыми номерами 104—118: резерфордий (Rf, 104), дубний (Db, 105), сиборгий (Sg, 106), борий (Bh, 107), хассий (Hs, 108), мейтнерий (Mt, 109), дармштадтий (Ds, 110), рентгений (Rg, 111), коперниций (Cn, 112), нихоний (Nh, 113), флеровий (Fl, 114), московий (Mc, 115), ливерморий (Lv, 116), теннессин (Ts, 117), оганесон (Og, 118). Также предпринимались попытки синтеза следующих сверхтяжёлых трансурановых элементов, в том числе были заявления о синтезе элемента унбиквадий (124) и косвенных свидетельствах о элементах унбинилий (120) и унбигексий (126), которые пока не подтверждены.
Химические свойства лёгких трансурановых актиноидов, получаемых в весовых количествах, изучены более или менее полно; трансфермиевые элементы (Md, No, Lr и так далее) изучены слабо в связи с трудностью получения и короткими временами жизни. Кристаллографические исследования, изучение спектров поглощения растворов солей, магнитных свойств ионов и других свойств показали, что элементы с п.н. 93—103 — аналоги лантаноидов. Из всех трансурановых элементов наибольшее применение нашёл нуклид плутония 239Pu как ядерное топливо.
Первые трансурановые элементы были синтезированы в начале 40-х годов XX века в Национальной лаборатории имени Лоуренса в Беркли (США) группой учёных под руководством Эдвина Макмиллана и Глена Сиборга, удостоенных Нобелевской премии за открытие и изучение этих элементов. Синтезирование новых трансурановых элементов и изотопов проводилось и продолжается также в Ливерморской национальной лаборатории в США, Объединённом институте ядерных исследований в СССР/России (Дубна), Европейском Центре по изучению тяжёлых ионов имени Гельмгольца в Германии, Институте физико-химических исследований в Японии и других лабораториях. В последние десятилетия над синтезом элементов в американских, немецком и российском центрах работают международные коллективы.
Поиски сверхтяжёлых трансурановых элементов в природе пока не увенчались успехом. Обнаружение в землях Челекена элемента сергения (108) в начале 1970-х гг. подтверждено не было. В 2008 году было объявлено об обнаружении элемента экатория-унбибия (122) в образцах природного тория, однако это заявление в настоящее время оспаривается на основании последних попыток воспроизведения данных с использованием более точных методов. В 2011 году российские учёные сообщили об открытии в метеоритном веществе следов столкновений с частицами с атомными числами от 105 до 130, что может являться косвенным доказательством существования стабильных сверхтяжёлых ядер.